# سبيكيا
سبيكيا (بالإيطالية: Specchia)‏ هي بلدية في مقاطعة ليتشي في إقليم بوليا الإيطالي.

## السكان
في سنة 1861 بلغ عدد السكان 2٬656 نسمة، وتطور العدد ليصل في سنة 2011 لـ 4٬807 نسمة.
يظهر هذا المخطط البياني تطور النمو السكاني لـ سبيكيا

## توأمة
لسبيكيا اتفاقيات توأمة مع كل من:
- Szigetszentmiklós [الإنجليزية]‏
- شتاينهايم